# 뉴올리언스 버커니어스
뉴올리언스 버커니어스(영어: New Orleans Buccaneers)는 루이지애나주 뉴올리언스를 연고지로 하는 1967년부터 1970년까지 ABA 서부 디비전 소속 프로 농구 팀이다. 홈 구장은 로욜라 필드 하우스와 툴레인 짐 그리고 뉴올리언스 뮤니시펄 오디토리움이다.
1970년 연고지를 테네시주 멤피스 (멤피스 프로스(영어: Memphis Pros))로 이전했다.
2002년부터 현재까지 같은 연고지(루이지애나주 뉴올리언스)에 뉴올리언스 펠리컨스(영어: New Orleans Pelicans)가 있다.

## 역대 홈경기장
| 경기장                         | 사용기간      | 수용인원 | 장소                    | 비고        |
| ------------------------------ | ------------- | -------- | ----------------------- | ----------- |
| 뉴올리언스 버커니어스          |               |          |                         |             |
| 로욜라 필드 하우스             | 1967년~1968년 | 6,500명  | 루이지애나주 뉴올리언스 | 빈칸        |
| 먼로 시빅 센터                 | 1967년~1970년 | 7,600명  | 루이지애나주 먼로       | 제2홈경기장 |
| 툴레인 짐                      | 1969년~1970년 | 4,100명  | 루이지애나주 뉴올리언스 | 빈칸        |
| 뉴올리언스 뮤니시펄 오디토리움 | 1969년~1970년 | 7,853명  | 루이지애나주 뉴올리언스 | 빈칸        |

## 역대 감독
| 뉴올리언스 버커니어스 |               |
| 베이브 매카시         | 1967년~1970년 |

## 같이 보기
- 뉴올리언스 펠리컨스